# Giacomo Puosi
Giacomo Puosi (Viareggio, 30 marzo 1946) è un ex velocista italiano, specializzato nei 400 metri piani.
In carriera ha partecipato a due edizioni dei Giochi olimpici, Città del Messico 1968 e Monaco di Baviera 1972.

## Palmarès
| Anno | Manifestazione          | Sede     | Evento      | Risultato | Prestazione | Note |
| ---- | ----------------------- | -------- | ----------- | --------- | ----------- | ---- |
| 1967 | Giochi del Mediterraneo | Tunisi   | 4×400 m     | Oro       | 3'12"6      |      |
| 1971 | Europei                 | Helsinki | 4×400 m     | Bronzo    | 3'04"6      |      |
| 1971 | Giochi del Mediterraneo | Smirne   | 400 m piani | Argento   | 47"1        |      |
| 1971 | Giochi del Mediterraneo | Smirne   | 4×400 m     | Oro       | 3'07"5      |      |

## Campionati nazionali
- 1 volta campione italiano assoluto dei 200 metri piani (1970)

1970
- Oro ai campionati italiani assoluti, 200 m piani
- Oro ai campionati italiani assoluti, staffetta 4x200 m - 1'24"9